# 하루마와게
하루마와게(ハルマ和解, 波留麻和解, はるまわげ)는 일본 최초의 네덜란드어 사전이다. 1796년 난학자인 이나무라 산파쿠(稲村三伯), 우다가와 겐즈이(宇田川玄随), 오카다 호세츠(岡田甫説) 등이 편찬했다. 

## 요약
난학의 발흥으로 네덜란드어 능력이 요구되었다. 나가사키 통사 니시 젠자부로(西善三郎)는 난일사전 편찬을 시작했으나 작업중 사망하였다. 사전편찬 작업은 지난한 일이다.
오츠키 겐타쿠(大槻玄沢)에게 배우던 이나무라 산파쿠가 난일사전 편찬을 시작했다. 니시 젠자부로의 뒤를 이어 작업하던 이시이 츠네에몬의 소개로 프랑소와 할마(François Halma)의 난불사전(蘭仏辞書, 1729)을 저본으로 편역하기 시작했다. 동학인 우다가와와 오카다가 함께했다.
작업은 1796년에 끝났으며 표제어 64035개, 13권으로 완간되었다. 1798-99년 사이에 활판으로 간행되었다. 네덜란드어 부분을 먼저 활판으로 인쇄하고 일본어 부분은 필사하여 30부가 출간되었다.
도교용어인 자연을 처음 사용하는 등 서구의 수용과정에서 일본을 바꾼 사전 중 하나로 간주된다.
이나무라의 제자 후지바야시 후잔이 1810년 이 하루마와게의 3만어휘를 뽑아 역건訳鍵(やくけん)으로 출간했으며 이것이 난학자들에게 크게 읽혔다.

## 같이 보기
- 두프 하루마